# Francisco Delorenzi
Francisco Manuel Delorenzi (Luján, 3 gennaio 1998) è un calciatore argentino, difensore del Patacona.

## Caratteristiche tecniche
È un difensore centrale.

## Carriera
Cresciuto nel settore giovanile dell'Independiente, il 16 gennaio 2019 è stato ceduto in prestito annuale al Deportivo Cali. Con il club colombiano ha debuttato fra i professionisti disputando l'incontro di Coppa Sudamericana vinto ai rigori contro il Guaraní.